# José G. Cruz
José Guadalupe Cruz Díaz (Teocaltiche, Jalisco, México; 31 de enero de 1917 - Los Ángeles, California, Estados Unidos; 22 de noviembre de 1989) fue un autor y editor de cómics mexicano, uno de los más importantes de su país durante los años cincuenta, junto a Joaquín Cervantes Bassoco.

## Biografía

### Infancia
Los eventos y experiencias que José G. Cruz vive en su infancia, en la época de la Guerra Cristera en México, darán lugar a su fascinación con los personajes que representan a esta época; a los que dará vida en varias de las historietas que más tarde creará y publicará a lo largo de su carrera, como "Adelita y las Guerrillas", "Juan Sin Miedo" y "La Tigresa del Bajío".

### Inicios profesionales
A partir de los 18 años, José G. Cruz se inicia como historietista, siendo su carrera una de las más exitosas y fructíferas dentro del campo de la historieta mexicana. Inicialmente colabora en las revistas Paquín, Paquito y Pepín, con muchas historias que cautivan a sus lectores, siendo uno de sus primeros grandes éxitos Adelita y las guerrillas.
El 10 de febrero de 1940, José G. Cruz se casa con Doña Ana María Ayala Cornejo, con quien tiene a su primogénito José Gustavo.
En 1943, José G. Cruz empieza a utilizar el sistema del fotomontaje para hacer historietas; creando melodramas de gran arrastre como Carta brava, Percal, Tango, Ventarrón, El Valiente, Tenebral, Dancing y Malevaje.
A partir de 1947 colabora, escribe guiones y actúa en más de treinta películas con los directores cinematográficos Agustín P. Delgado, Chano Urueta, Miguel Morayta, René Cardona y Juan Orol.
En 1961 José G. Cruz es acusado del homicidio de Laura Esperanza Córdova Navarro. El autor y dibujante siempre sostuvo que ella había muerto de un mal natural mientras departían con su amiga Consuelo Cámara Rojas en el domicilio de éste. El 18 de octubre de 1961 El juez Ramón Franco le decreta la formal prisión y el autor es recluido en la célebre penitenciaria de Lecumberri.(Detective. Lecumberri, La casa de todos. José Valero. p.73)

### Ediciones José G. Cruz
En 1952, funda su propia empresa editorial Ediciones José G. Cruz, en la que publica muchas historietas de gran popularidad; entre ellas, Muñequita, La pandilla, Rosita Alvírez, El vampiro tenebroso y Canciones inolvidables, así como la revista Santo, el enmascarado de plata; logrando esta última tal éxito y difusión que creará uno de los grandes íconos de la cultura popular mexicana y será publicada ininterrumpidamente durante más de treinta años.

### Últimos años
A la edad de 72 años, fallece José Guadalupe Cruz Díaz en la ciudad de Los Ángeles, California, el día 22 de noviembre de 1989, dejando un legado de trabajo de cerca de seis décadas.